# Dolichopeza (Oropeza) similis
Dolichopeza (Oropeza) similis is een tweevleugelige uit de familie langpootmuggen (Tipulidae). De soort komt voor in het Nearctisch gebied.